# 锐头臂形草
锐头臂形草（学名：Brachiaria subquadripara var. miliiformis）为禾本科臂形草属下的一个变种。